# 5 AHEAD
『5 AHEAD』（ゴー・アヘッド）は、TOKIOの7作目のオリジナル・アルバムで、2001年12月5日にユニバーサル・ミュージックよりリリースされた（初回盤A：UUCH-9501、初回盤B：UUCH-9502、通常盤：UUCH-1025）。

## 概要
ユニバーサル・ミュージックへの移籍後初となるオリジナル･アルバムである。シングルからは「どいつもこいつも」、「メッセージ」、「カンパイ!!」、「DR/Only One Song」などテレビCMや番組のテーマソングになった計5曲が収録され、さらに桜庭裕一郎が歌う「ひとりぼっちのハブラシ」のアコースティックバージョンも収録されている。
通常盤とジャケット違いの初回盤Aと初回盤Bの3形態でリリースされており、初回盤AとBには特典としてそれぞれ収録内容の異なる8cm CDの「TOKIO STATION」が付属している。
2009年6月24日にJ Stormより通常盤仕様として再発売され、ユニバーサル・ミュージックより発売されたオリジナル盤は初回盤、通常盤とも廃盤となった。

## 収録曲

### CD
※シングル曲の詳細はそのページを参照。
1. 5 AHEAD（inst.）
2. HEY! Mr.SAMPLING MAN
作詞・作曲・編曲：久保田光太郎
3. DR
  - 24thシングルの1曲目
4. どいつもこいつも（Album Version）
  - 21stシングルの1曲目のアルバムバージョン
5. Baby blue
作詞・作曲：城島茂、編曲：吉岡たく
リーダーの城島茂が、TOKIOの中で最も付き合いの長い山口達也へ、「（山口が）メイン・ボーカルをとった代表作になるように!」という想いを込めて作ったミディアム・ナンバー。城島が通うバーの店員の実体験が基になっている。
6. 04515
作詞・作曲・編曲：HIKARI
タイトルには、「オアシス（oasis）」という意味が隠されている。
7. Only One Song
  - 24thシングルの2曲目
8. カンパイ!!
  - 23rdシングル
9. Sugarless LOVE
作詞：おちまさと、作曲：清水昭男、編曲：石塚知生
10. T2
作詞・作曲：国分太一、編曲：国分太一・KAM
仕事に遅刻した国分のマネージャー（T2）を歌った楽曲。
3rdベストアルバム「HEART」にも収録された[6]。
11. 36℃
Original Words and Music by John Peppard and Marwenna Diame
作詞：城島茂、編曲：知野芳彦
12. メッセージ
  - 22ndシングル

TOKIOが初めてオリコン・シングルチャート1位を獲得したシングル曲[7]。
13. Symphonic
作詞・作曲：HIKARI、編曲：KAM
3rdベストアルバムにも収録された[6]。
14. ひとりぼっちのハブラシ（Acoustic Version）- 桜庭裕一郎
編曲：高橋諭一
  - 桜庭裕一郎の1stシングルのアコースティックバージョン

ボーナストラックとして収録。

### 特典CD

#### 初回盤A「TOKIO STATION -新リーダー決定!?編-」
1. OPENING〜TALK 1
2. The Future Is Chance of Infinity
作詞・作曲：佐藤泰弘、編曲：佐藤泰弘・KAM
3. TALK 2
4. Yesterday's（Acoustic Version）
作詞・作曲：清水昭男、編曲：KAM
  - 6thアルバム「YESTERDAY & TODAY」収録曲のアコースティックバージョン

#### 初回盤B「TOKIO STATION -新ボーカリスト決定!?編-」
1. OPENING～TALK 1
2. The Future Is Chance of Infinity
3. TALK 2
4. Yesterday's（Acoustic Version）

## 映像作品
HEY! Mr.SAMPLING MAN
- TOKIO LIVE TOUR 2002 5 AHEAD in 日本武道館
- TOKIO Special GIGs 2006 〜Get Your Dream〜
- OVER/PLUS

Baby blue
- TOKIO LIVE TOUR 2002 5 AHEAD in 日本武道館
- 5 ROUND II

Sugarless LOVE
- TOKIO LIVE TOUR 2002 5 AHEAD in 日本武道館

T2
- TOKIO LIVE TOUR 2002 5 AHEAD in 日本武道館
- TOKIO LIVE TOUR 1718

36℃
- TOKIO LIVE TOUR 2002 5 AHEAD in 日本武道館

Symphonic
- TOKIO LIVE TOUR 2002 5 AHEAD in 日本武道館
- OVER/PLUS
- TOKIO 20th Anniversary Live Tour HEART